# مونتي لونش
مونتي لونش (21 مايو 1958 - ) (بالإنجليزية: Monte Lynch)‏ هو لاعب كريكت بريطاني. شارك مع منتخب إنجلترا للكريكت ومنتخب غيانا للكريكت. أما مع النوادي، فقد لعب مع نادي مقاطعة سري للكريكت ‏ ونادي مقاطعة غلوستر للكريكت ‏.